# 祖国革新党
祖国革新党（そこくかくしんとう、韓国語: 조국혁신당）は、韓国の政党。文在寅政権下で法務部長官（日本における法務大臣に相当）を務めた曹国により、2024年韓国国会総選挙に向け結成された。同党は「検察独裁」への反対を掲げ、尹錫悦政権が「検察独裁」維持に加担していると見做している。また、同党は検察庁の改革、及び非政治化を掲げている。

## 歴史
2024年2月13日、曹国元法務部長官が、「検察独裁」への対抗を目的とした新党の結成を予定していると発表し、 中央選挙管理委員会に対し「曹国新党」（조국신당）の名称で創党準備委員会登録を行った。しかし、中央選挙管理委員会は「曹国元法務部長官のような特定政治家の名前を特定政党の名前に含むことは政党民主主義、政党の目的と本質に合致しない」「曹国という政治家ではなく、先祖代々住んで来た国を意味する言葉である『祖国』を指すなら、使用できる」として却下した。
その後2月29日に、公募を経て正式党名が「祖国革新党」に決定された。なお、朝鮮漢字音においては、「曹国」及び「祖国」はいずれも「チョグク」と発音され、同音である。また、党の公式カラーはトゥルーブルーに決定された。3月3日、結党式にて正式に結党された。

## 政治的立場
進歩（左派）政党であるとされる。同党は綱領で「検察独裁」の根絶と、尹錫悦政権の打倒を優先課題として掲げている。また、企画財政部（日本の財務省に相当）を改革し、国会予算政策処を企画財政部から分離させることを掲げている。経済政策においては左派的であり、環境や科学への投資、均質な発展、雇用セーフティネットの強化を通じた、政府の経済介入の強化を是認する。外交においては、北朝鮮との平和的な協力関係の確立や、朝鮮半島における非核化を目指している。

## 歴代代表
| 代   | 代表   | 画像 | 在任期間                      | 備考 |
| ---- | ------ | ---- | ----------------------------- | ---- |
| 1    | 曹国   |      | 2024年3月3日 - 2024年12月12日 |      |
| 代行 | 金宣旼 |      | 2024年12月12日 - 現職         |      |

## 選挙結果
| 代           | 年月日        | 結果 | 結果   | 結果     | 結果                | 備考                   |
| 代           | 年月日        | 合計 | 地域区 | 比例代表 | 比例代表得票率（%） | 備考                   |
| ------------ | ------------- | ---- | ------ | -------- | ------------------- | ---------------------- |
| 第22代総選挙 | 2024年4月10日 | 12   | 0      | 12       | 24.25               | 比例代表にのみ候補擁立 |